# Prelestna koprenka
Prelestna koprenka (znanstveno ime Cortinarius callisteus) je gliva iz rodu koprenk (Cortinarius). Vrsto je prvi opisal Elias Magnus Fries leta 1818 in jo poimenoval Agaricus callisteus. Leta 1838 jo je v svojem delu Epicrisis Systematis Mycologici uvrstil v rod Cortinarius.
Leta 2022 je bil ustvarjen nov rod Aureonarius, da bi obravnaval preširoko in zapleteno klasifikacijo družine koprenark (Cortinariaceae), ki je prej vsebovala samo rod koprenk (Cortinarius). Napredek pri molekularnih genskih raziskavah je pokazal, da je treba družino prerazvrstiti v več rodov, da bi bolje odražali evolucijska razmerja med njenimi vrstami. Cortinarius callisteus je tako preimenovana v Aureonarius callisteus, a ker nov rod Aureonarius še nima slovenskega poimenovanja, zaenkrat ostaja veljavno ime prelestna koprenka.

## Značilnosti
Klobuk pri odraslih primerkih doseže med 3 in 6 cm in je sprva polkroglast, bleščeče oranžen in pokrit z drobnimi luskicami, kasneje pa se izboči ali postane celo povsem raven in nekoliko temnejši.
Mladi lističi so oranžno rumene barve, kasneje pa postanejo rumeno rjavi. 
Bet je oranžno rumen, luskast in čvrst ter ima včasih gomoljasto odebeljen spodnji del. 
Meso je živo oranžne barve in ima neprijeten vonj po starem motornem olju.

## Razširjenost in življenjski prostor
Razširjena je v Evropi in Severni Ameriki, a je povsod redka. Raste posamično ali v skupinah v iglastih gozdovih. V Sloveniji jo najdemo v višje ležečih gozdovih.

## Mikroskopske značilnosti
Trosni prah je rjasto rjav. Trosi so skoraj okrogli, rahlo bradavičasti in merijo 8–9 × 7–8 µm.

## Podobne vrste
- poljska koprenka (Cortinarius orellanus)

## Uporabnost
Smrtno strupena.